# Buddismo Tiāntái

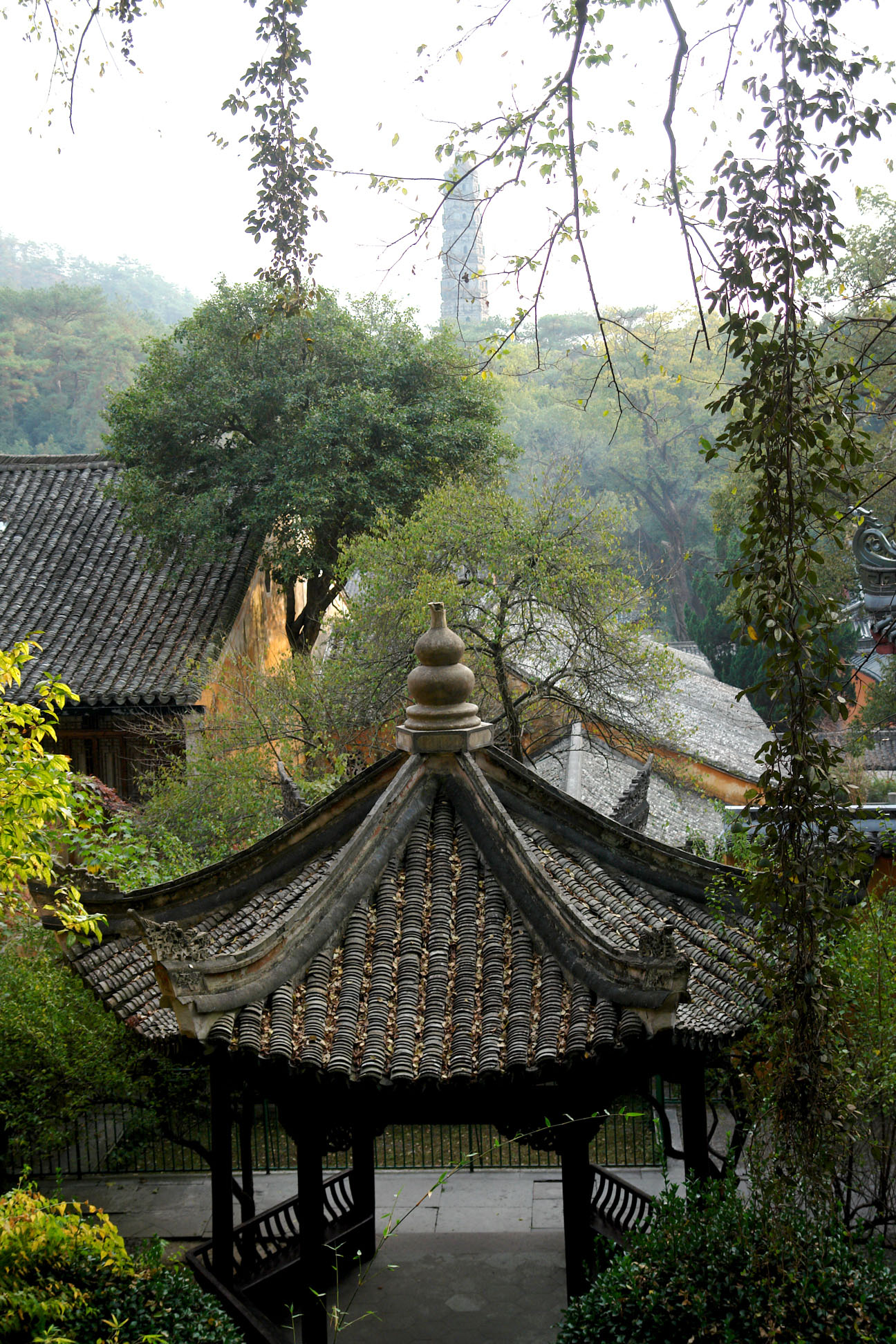
Il tempio di Guóqīng (國清寺 Guóqīng sì) sui Monti Tiāntái. Costruito da Guàndǐng (灌頂, 561-632) nel 598, durante la Dinastia Sui, fu ricostruito nel XVIII secolo durante la Dinastia Qing.

Tiāntái zōng (天台宗, Wade-Giles: T'ien-t'ai tsung, giapponese: Tendai-shu, coreano: 천태종 Ch'ont'ae jong, vietnamita Thiên Thai tông; scuola delle Terrazze celesti) è una scuola buddista Mahāyāna cinese fondata nel VI secolo.
La scuola Tiāntái è una delle più importanti scuole Mahāyāna del buddismo cinese e prende il nome da una catena montuosa, a suo tempo isolata e selvaggia, situata a sud di Nanchino, sul versante costiero della provincia di Zhejiang ove, nel 575, fu fondato il suo primo monastero.
Fondatore di questa scuola e del monastero da cui essa prende il nome è il patriarca Zhìyǐ (智顗, 538-597), ma nel computo del lignaggio dei suoi patriarchi cinesi vengono segnalati anche il maestro di Zhìyǐ, Huìsī (慧思) e il maestro di costui, Huìwén (慧文).
Duramente colpita dalle persecuzioni dell'845, la scuola Tiāntái esprimerà nel corso dei secoli ancora dei grandi maestri, ma verrà progressivamente soppiantata dalle scuole del buddismo Chán (禪宗) e dalle scuole del Jìngtǔ zōng (淨土宗, vedi buddismo della Terra Pura).
Diffusa in Giappone nel IX secolo dal pellegrino giapponese Saichō (最澄, 767-822), dove prende la denominazione di scuola Tendai e dove è tutt'oggi fiorente, recentemente sembrerebbe rivivere un risveglio nella stessa Cina.

## L'insegnamento di Zhìyǐ (智顗) della dottrina delloyuánróng sāndì(圓融三諦) e delMiàofǎ Liánhuā Jīng(妙法蓮華經)
Gli aspetti più interessanti della dottrina buddista insegnata da Zhìyǐ, e che rappresentano il cuore dell'insegnamento della scuola Tiāntái, si fondano su un originale sviluppo della scuola indiana Mādhyamika promossa da Nāgārjuna nel II secolo. 

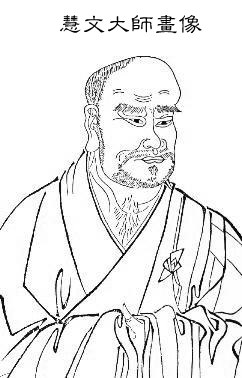
Huìwén (慧文, V secolo), primo patriarca cinese

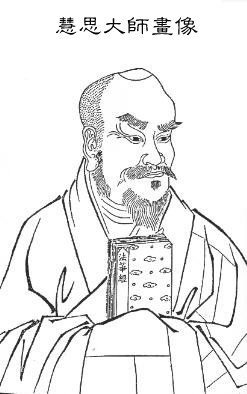
Huìsī (慧思, 515-577), secondo patriarca cinese

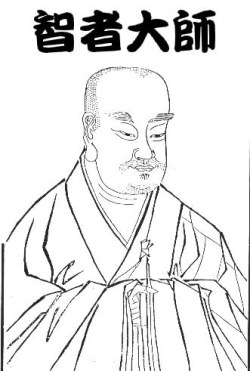
Zhìyǐ (智顗, 538-597), terzo patriarca cinese

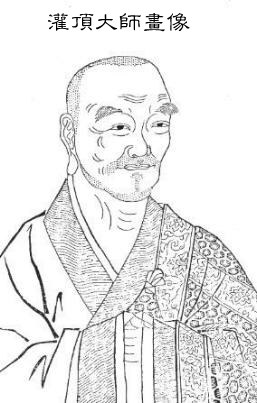
Guàndǐng (灌頂, 561-632), quarto patriarca cinese

Questa dottrina, denominata della Triplice verità (cinese 圓融三諦 yuánróng sāndì, giapponese enyū santai) sostiene che dal punto di vista della Verità assoluta (sanscrito paramārtha-satya o śūnyatā-satya, cinese 空諦 kōngdì, giapponese kūtai) tutta la Realtà che ci appare è vuota di proprietà inerente: essa è impermanente dal punto di vista temporale e, nel contempo, non c'è un fenomeno che non dipenda dagli altri fenomeni. Questa vacuità (sanscrito śūnyatā, cinese 空 kōng, giapponese kū) si poggia tuttavia sulla Verità convenzionale (sanscrito saṃvṛti-satya, cinese 假諦  jiǎdì, giapponese ketai) dove i singoli fenomeni vengono percepiti nella loro unicità. La sintesi esperienziale di queste due Verità, apparentemente contraddittorie, porta alla realizzazione della terza verità, la Verità di mezzo (sanscrito mādhya-satya, cinese 中諦 zhōngdì, giapponese chūtai).
È evidente l'originalità di questa posizione rispetto allo sviluppo dottrinale contemporaneo della scuola Madhyamaka indiana (in particolare con l'opera di Candrakīrti) dove invece veniva chiaramente indicata la prevalenza della "Verità assoluta" come "vera" realtà delle cose, rispetto alla "Verità convenzionale", una 'verità solamente funzionale, strumentale, che non corrisponde alla vera Realtà la quale è sempre e comunque vacuità (śūnyatā). Tale posizione viene interpretata da Zhìyǐ come una possibile lettura nichilista della dottrina del Buddha Shakyamuni.
L'insegnamento di Zhìyǐ della Triplice verità legge il mondo fenomenico (la Verità convenzionale) nella Verità ultima per cui anche la mondanità, se ben compresa alla luce della Triplice Verità, non è distinta ed appartiene proprio dalla Verità ultima, in quanto tutte le cose e tutta la Realtà additano l'Illuminazione. Grazie a questo insegnamento vi è una riconciliazione della bellezza, dell'estetica e in generale di tutte le attività umane, con i più ascetici insegnamenti buddisti sulla verità. Così la poesia, ad esempio, può essere considerata come un mezzo che conduce al perfezionamento spirituale. La contemplazione della poesia è semplicemente contemplazione del Dharma. Ciò può essere affermato per ogni altra forma d'arte, di studio e di attività.
La traccia di questo percorso di svelamento della Realtà, secondo la scuola Tiāntái, ha inizio con l'opera di Huìwén (慧文, vissuto intorno alla metà del VI secolo, di lui non rimane alcuna opera) a cui la tradizione dà il merito di aver, per primo, intuito la "simultaneità della mente nelle tre saggezze" (一心三智 yīxīn sānzhì, saggezza assoluta o della vacuità; saggezza provvisoria o nella discriminazione; e saggezza unita di vacuità e discriminazione o saggezza della Via di mezzo).
All'opera di Huìwén segue quella di Huìsī (慧思, 515-577, si conservano di lui diverse opere), grande cultore del Sutra del Loto (sanscrito Saddharmapundarīkasūtra, cinese 妙法蓮華經 Fǎhuā jīng o Miàofǎ Liánhuā Jīng è conservato nel Fǎhuābù). Huìsī intuisce nel simbolo del Loto, che non ha fiore che non produce frutti, una metafora della stessa vita. Non c'è vita che non si poggi sulla buddhità, sulla natura di Buddha. Quando la vita si esprime nelle condotte esse stesse non possono che condurre verso la stessa buddhità. Ogni azione è azione della natura di Buddha e conduce alla buddhità stessa, questo anche quando colui che agisce non ne è consapevole. Huìsī elabora anche la dottrina della "simultaneità delle tre consapevolezze" (一心三觀, yīxīn sānguān): consapevolezza della vacuità di ogni fenomeno (觀空 guānkōng), consapevolezza della sua unicità provvisoria (觀假, guānjiǎ) e quindi consapevolezza unita di vacuità e unicità provvisoria di ogni fenomeno o suoi insiemi (觀中 guānzhōng).
La dottrina delle 'simultaneità delle Tre menti' di Huìwén unita alle intuizioni di Huìsī sul Sutra del Loto, con particolare riguardo al II capitolo dove vengono elencate le dieci talità della Realtà ognuna vista contemporaneamente nella sua vacuità e unicità provvisoria, portano Zhìyǐ ad esprimere la prima dottrina compiuta della scuola Tiāntái.
È da tener presente il fondamentale ruolo del Sutra del Loto nell'insegnamento della scuola Tiāntái, in quanto questo sutra contiene una complessiva reinterpretazione, sotto forma di rivelazione, di tutte le dottrine buddiste all'epoca discusse, sia nell'ambito del buddismo dei Nikāya (Hīnayāna) sia in quello del Mahāyāna. La lettura che dà di quest'opera Zhìyǐ non è tuttavia una lettura polemica nei confronti degli śrāvaka (聲聞, shēngwèn) e dei pratyekabuddha (緣覺, yuánjué), le due vie Hīnayāna secondo i mahayanisti indiani, bensì esprime la consapevolezza che all'interno di una lettura radicale dell'interdipendenza di tutti i fenomeni, anche i comportamenti ritenuti 'inferiori' da parte dei mahayanisti rivestono un autentico lavoro del Buddha.
Questo profondo lavoro ermeneutico da parte Zhìyǐ trova origine nel fatto che, grazie soprattutto all'opera di Kumārajīva (344-413), dei suoi collaboratori e dei suoi discepoli, il Canone buddista cinese conteneva ormai la quasi totalità delle principali opere buddiste indiane. L'origine di tali opere, sutra e commentari, veniva per tradizione attribuita allo stesso Buddha Shakyamuni. Purtuttavia, erano evidenti le contraddizioni tra queste opere. Il Sutra del Loto rileggeva tutti questi insegnamenti fornendo un'organica interpretazione e fornendo un ulteriore e innovativo messaggio di liberazione. Da qui la scelta del Tiantai di farsi portavoce di questa antichissima opera buddista indiana e del suo messaggio rivelatore.

### La dottrina delloyīniàn sānqiān(一念三千) e loYuándùn zhǐguān(圓頓止觀) di Guàndǐng (灌頂)
La lettura del Sutra del Loto alla luce dell'elaborazione, di impronta Madhyamaka, della Triplice verità porta Zhìyǐ a elaborare la dottrina dello yīniàn sānqiān (一念三千, "tremila mondi in un istante di vita", giapponese ichinen sanzen).
Questa dottrina esprime un complesso olismo e omnicentrismo radicale che caratterizza l'unicità dell'insegnamento Tiāntái e Tendai nel panorama delle dottrine buddiste. Essa sostiene che, dal punto di vista del pensiero, tutti i mondi (le singole esperienze e l'individuazione dei singoli oggetti di esperienza) esistono certamente, ma la pratica meditativa consente di scorgerne la loro ambiguità, la loro indeterminatezza. Essi esistono solo in quanto la mente li delimita in modo arbitrario sia dal punto di vista spaziale sia da quello temporale. Visti nella loro continuità temporale e nel loro condizionamento reciproco questi 'mondi' non possono essere considerati che 'vuoti', privi di un'identità inerente. Ma il pensiero, ovvero la vita, non si accontenta della loro vacuità, soffrendo d'altro canto per la loro incostante 'esistenza' (ogni fenomeno appare, esiste e scompare): è l'ambiguità di questi 'mondi' a generare la sofferenza negli esseri senzienti (sanscrito sattva, cinese 衆生 zhòngshēng, giapponese shūjō) ed è il continuo esercizio di consapevolezza (pratica dello zhǐguān, 止觀) sulla dottrina dello yīniàn sānqiān che può portare la salvezza da questa condizione.
Le realtà possibili in un solo pensiero (sanscrito eka-kṣaṇa, cinese 一念 yīniàn, giapponese ichinen) indicati in questa dottrina, sono tremila (sanscrito tri-sāhasra, cinese 三千 sānqiān, giapponese sanzen) in quanto inglobano tutte le condizioni esperibili: 10 sono le condizioni esistenziali (Dieci mondi, 十界 cinese shíjiè, giapponese jùkai) che vanno dalla condizione infernale (sanscrito apāya-bhūmi, 地獄 cinese dìyù, giapponese jigoku) allo stato di Buddha (佛 cinese  fó, giapponese butsu), tali condizioni esistenziali vanno moltiplicate per sé stesse in quanto tutte queste condizioni, da quella infernale a quella buddhica, implicano potenzialmente le altre nove esistenze al loro stesso interno. Queste cento potenziali esistenze vanno poi moltiplicate per le 10 talità (vera natura dei dharma, sanscrito tathātā, 如是實相 cinese rúshì shíxiàng, giapponese nyoze jissō) indicate nel Sutra del Loto e che corrispondono a: caratteristiche, natura, essenza, forza, azione, causa, condizione, retribuzione, frutto e uguaglianza di tutte queste talità tra loro.
Questi mille dharma vanno poi moltiplicati per i tre mondi (sanscrito loka, 世 cinese shì, giapponese se) ovvero per i cinque aggregati (sanscrito  pañca skandha, 五蘊 cinese wǔyùn, giapponese goun), per gli esseri costituiti dai cinque aggregati (sanscrito sattva, cinese 衆生 zhòngshēng, giapponese shūjō) e per il luogo in cui essi vivono (sanscrito  talima, 地 cinese dì, giapponese ji), raggiungendo il numero di tremila mondi (sanscrito tri-sāhasra, cinese 三千 sānqiān, giapponese sanzen). La vita può manifestarsi in queste tremila condizioni cambiando costantemente anche a seconda dei vissuti della mente, ma questi tremila mondi sono, per la dottrina Tiāntái, tutti immancabilmente vuoti (sanscrito śūnyatā, cinese 空 kōng, giapponese kū) e non sono né esistenti né non esistenti.
Questo continuo esercizio di consapevolezza dell'omnicentricismo della realtà, dei mondi, e dei vissuti porterà il discepolo di Zhìyǐ, Guàndǐng (561-632) nella sua breve opera, lo Yuándùn zhǐguān (圓頓止觀, Perfetta e immediata meditazione di calma-e-discernimento, giapponese Endon Shikan) inserita nell'introduzione all'opera del maestro, il Móhē Zhǐguān (摩訶止觀, Grande trattato di calma e discernimento, giapponese Maka Shikan, T.D. 1911, dove viene descritta la pratica meditativa dello zhǐguān), a sostenere:
(Guàndǐng (灌頂). Yuándùn zhǐguān (圓頓止觀)
Tale olismo e omnicentrismo radicale giungerà anche a sostenere la non differenza tra la natura di Buddha, che comprende la profonda compassione nei confronti di tutti gli esseri senzienti, e la stessa malvagità. Non è quindi un criterio etico o trascendente a governare o ad offrire un destino dell'uomo, e degli esseri senzienti in generale, piuttosto la vita stessa che comprendendo sia il bene che il male ad indicare all'uomo il percorso da seguire. L'uomo qui non è inteso solo nella sua singolarità, che non può possedere se non come drammatico e importante "interrogativo" della sua mente e delle sue emozioni, piuttosto come manifestazione della stessa intera Realtà.
Per questa ragione Zhìyǐ sostenne, con Huìsī, che l'assemblea del Picco dell'avvoltoio dove il Buddha Shakyamuni predicò il Sutra del Loto è in continuo svolgimento: essa sarebbe dunque la vita di tutti gli esseri.

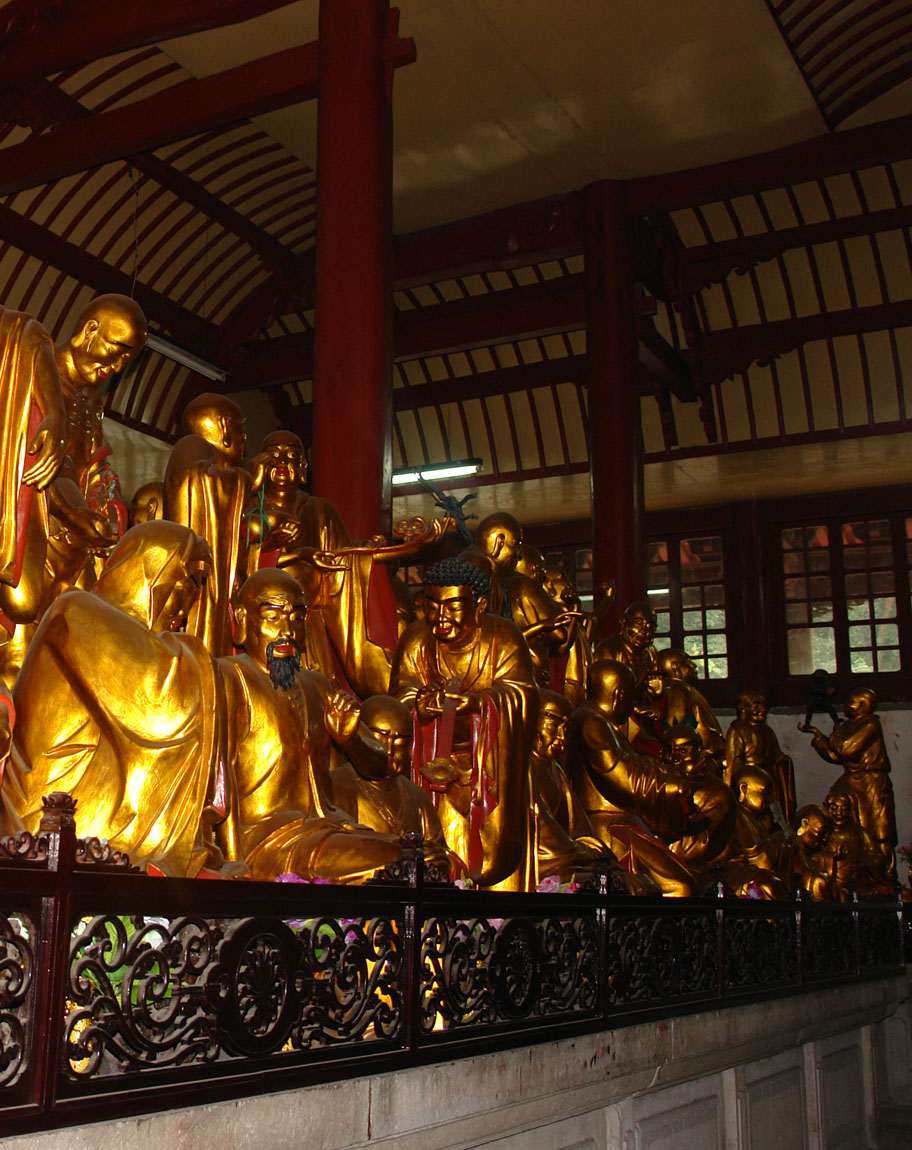
La sala dei cinquecento Arhat, nel tempio Guóqīng sui Monti Tiāntái.

### La dottrine dei cinque periodi (五時wǔshí) e degli otto insegnamenti (八教bājiào)
La presenza di numerose e differenti dottrine riferibili al Buddha Śākyamuni, nonché i numerosi sutra e discorsi a lui attribuiti, fu interpretata dalla scuola Tiāntái, come da altre scuole del buddismo cinese, come una scelta propria dello Śākyamuni di differenziare il proprio insegnamento a seconda delle caratteristiche dei suoi discepoli. La scuola Tiāntái elaborò per queste ragioni una lista di cinque periodi di insegnamento denominata wǔshí (五時):
1. il primo periodo di insegnamento dello Śākyamuni, durato ventuno giorni ed esposto in modo silente quando raggiunse la prima illuminazione, corrisponde all'Avataṃsakasūtra (Sutra della ghirlanda preziosa, cinese 華嚴經 Huāyán jīng, giapponese Kegon kyō, conservato nel Huāyánbù) e fu raccolto dai bodhisattva spiritualmente più avanzati;
2. il suo secondo periodo di insegnamento, durato dodici anni, fu esposto nel "Parco dei cervi" (sanscrito: Mṛgadava, cinese 鹿苑 Lùyuàn) e venne riportato negli āgama (cinese 阿含 āhán, conservati nello Āhánbù) e corrisponde alla predicazione delle dottrine hīnayāna come quella delle Quattro Nobili Verità o della Coproduzione condizionata, insegnamenti raccolti dagli śrāvaka;
3. il terzo periodo insegnamento, durato otto anni, corrisponde a quello riportato nei Vaipulyasūtra (cinese 方等 Fāngděng, nome che indica genericamente alcuni sutra e insegnamenti mahāyāna conservati nel Jīngjíbù) ed esposti agli arhat dello Hīnayāna per spiegargli che loro non rappresentavano ancora la mèta del percorso religioso buddista;
4. il quarto periodo di insegnamento, durato ventidue anni, corrisponde ai Prajñāpāramitāsūtra (conservati nel Bōrěbù) dove il Buddha Śākyamuni espone la dottrina della vacuità;
5. il quinto ed ultimo periodo di insegnamento, durato altri otto anni, corrisponde, come il primo, alla Verità ultima ed è esposto nel Sutra del Loto (conservato nel Fǎhuābù). In questo sutra, come afferma Zhìyǐ[1], per evitare alle persone di scarsa capacità tra le future generazioni che avrebbero potuto cedere alle false credenze sull'annichilimento insegnò l'eterna esistenza del Buddha. Negli ultimi giorni della sua vita espose il Mahāparinirvāṇa-sūtra (conservato nel Nièpánbù) per convertire coloro che non avevano compreso il Sutra del Loto insegnandogli che tutti gli esseri possedevano la "natura di Buddha".

Da tener presente che la datazione di questi insegnamenti non fu indicata da Zhìyǐ, ma da uno studioso del XIII secolo, Yuansui e fu criticata da un altro maestro tiāntái Ŏuyì Zhìxù (蕅益智旭, 1599-1655).
Per quanto concerne gli "otto insegnamenti" (八教 bājiào), questi vengono suddivisi in due raggruppamenti.
Il primo, che concerne i "quattro modi di insegnare" (化儀四教, huàyí sìjiào), comprende:
1. l'insegnamento improvviso (頓教 dùnjiào) e viene identificato con l'insegnamento dell'Avataṃsakasūtra;
2. l'insegnamento graduale (漸教, jiàn jiào) e viene indificato con la letteratura dei periodi secondo, terzo e quarto di cui alla classificazione che precede;
3. l'insegnamento esoterico o segreto (祕密教, mìmì jiào) in cui il Buddha Shakyamuni impartisce ad alcuni l'insegnamento improvviso, ad altri quello graduale, ma nessuno dei due gruppi è a conoscenza del tipo di insegnamenti impartiti all'altro gruppo;
4. l'insegnamento indeterminato (rivelato) (不定教, bùdìng jiào) quando i discepoli sanno che altri discepoli del Buddha hanno ricevuto insegnamenti differenti ma altrettanto validi.

Il secondo raggruppamento concerne gli insegnamenti classificati in base ai loro contenuti (化法四教, huàfǎ sìjiào) e comprende:
1. gli insegnamenti contenuti nel Tripiṭaka (三藏教, sānzàng jiào) ovvero gli insegnamenti indicati come hīnayāna (insegnamenti del "piccolo veicolo" detto 小乘 xiǎoshèng e conservati nello Āhánbù più i primi sutra che abbozzano la dottrina della vacuità come il Satyasiddhi śāstra);
2. gli insegnamenti "comuni" (通教 tōngjiào) ai tre veicoli (yana, cinese 乘 shèng) degli śrāvaka, dei pratyekabuddha, e dei bodhisattva. Contengono gli insegnamenti impartiti dalle scuole Madhyamaka e Cittamātra contenuti nello Zhōngguānbù e nel Yúqiébù;
3. gli insegnamenti differenziati (別教,  biéjiào) e riservati ai bodhisattva. Tali insegnamenti sono conservati nello Huāyánbù e vengono qui denominati come 別 (distinti, separati) in quanto a differenza della scuola Tiāntái che li considerava uguali (同教一乘 tóngjiào yīshèng), la scuola Huāyán (華嚴宗) riteneva che gli insegnamenti sul 'Veicolo unico' (一乘, yīshèng) contenuti nello Huāyánbù fossero differenti da quelli presentati dai 'tre Veicoli' (三乘, sānshèng);
4. gli insegnamenti perfetti (圓教, yuánjiào) contenuti nel Fǎhuābù e nel Nièpánbù dove la vacuità (空 kōng) e la provvisorietà (假  jiǎ, o anche 'mondanità' 俗 sú) si risolvono nella Verità della Via di mezzo (中道 zhōngdào), insegnamenti che si esprimono nella Triplice verità (圓融三諦 Yuánróng sāndì).

## Zhànrán (湛然) e la natura di Buddha (佛性) negli esseri insenzienti (無情)
L'ottavo patriarca cinese Tiāntái, Zhànrán (湛然, 711-782), nella sua unica opera non commentaria, il Jīngāngpí (金剛錍 giapponese Kongō bei, La Spada di diamante, T.D. 1932), svolse un attacco frontale alle principali scuole buddiste cinesi contemporanee, la Huāyán (華嚴宗, Huāyán zōng) e il Chán (禪宗, Chán zōng) che ritenevano la natura di Buddha (sanscrito buddhatā, buddhatva, tathāgatagarbha, cinese 佛性 fóxìng, giapponese busshō) esclusiva degli esseri senzienti (cinese 有情 yǒuqíng, giapponese ujō). Zhànrán sostenne che era impossibile limitare la natura di Buddha ai soli esseri senzienti. Essere un preciso "essere" vuol dire implicitamente e potenzialmente essere anche tutti gli altri 'esseri': non può esistere, secondo la dottrina di Zhànrán, una divisione nella natura di Buddha tra la consapevolezza degli esseri senzienti e l'inerzia degli esseri insenzienti (無情 cinese wúqíng giapponese mujō). Ogni volta che un essere realizza la buddhità allora in quel momento tutti gli esseri sono Buddha; ogni volta che un'entità è insenziente, tutti gli esseri sono insenzienti. Tutto ciò in base all'interdipendenza di tutti i regni possibili come insegnata dalla dottrina di Zhìyǐ dello yīniàn sānqiān: tutti gli attributi possibili sono sempre applicabili a tutti gli esseri possibili.
Va ricordato, tuttavia, che le asserzioni di Zhànrán si muovono sempre all'interno della yuanrong sandi (Triplice verità) predicata da Zhìyǐ. Dal punto di vista della seconda verità (Verità convenzionale, cinese 假諦  jiǎdì) per Zhànrán le differenze tra esseri senzienti e insenzienti vi sono ma, ed è questo il motivo dell'intervento del sesto patriarca Tiāntái, la realtà è come una sfera il cui centro (la natura di Buddha e tutti i mondi possibili) è ovunque: anche negli alberi e nelle pietre.

## Il contributo di Zhīlǐ (知禮) sulla pratica dellozhǐguān(止觀) e sulla presenza del male (惡) nella natura di Buddha (佛性)

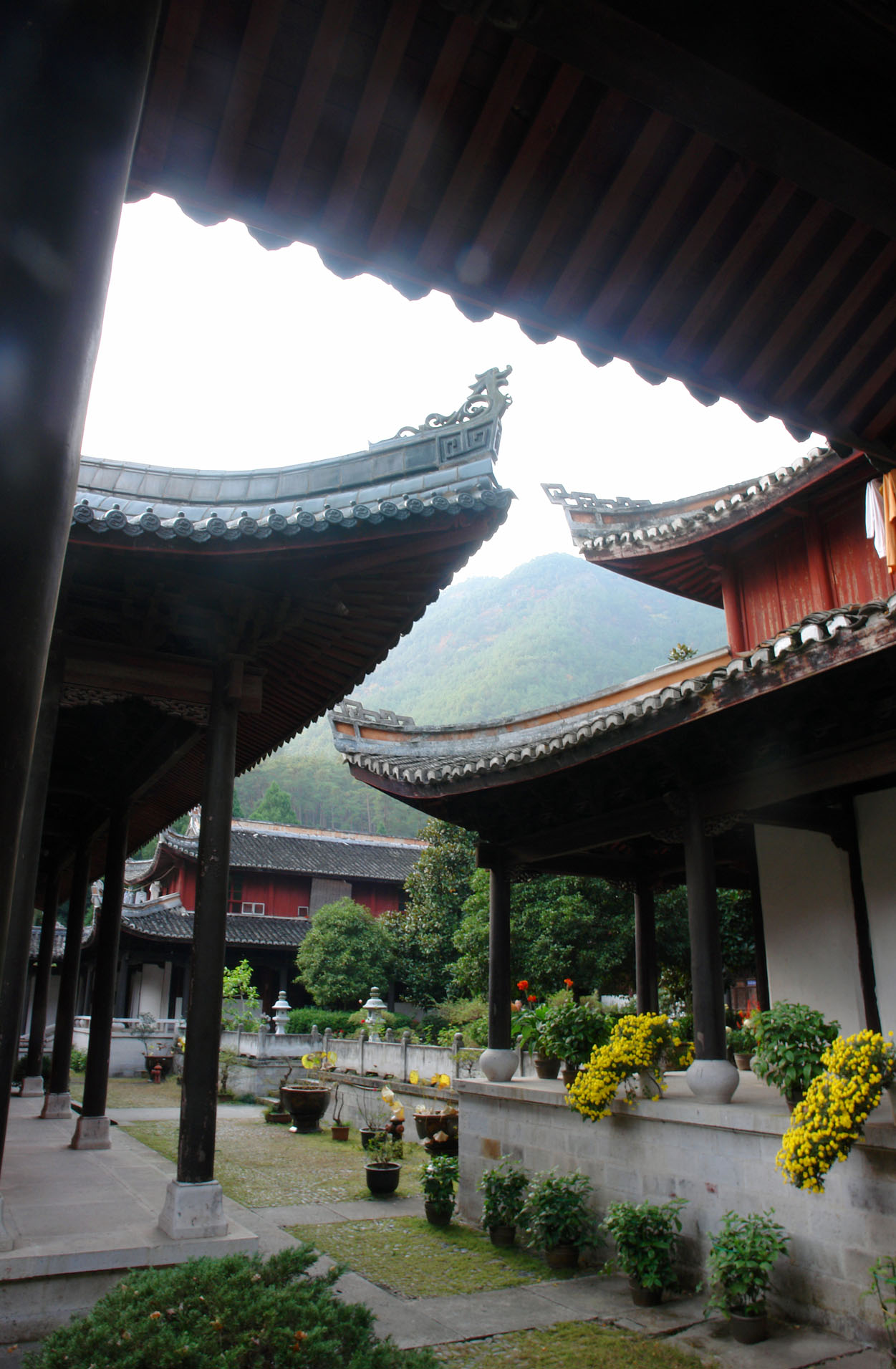
Interno del tempio di Guóqīng sui Monti Tiāntái

Altro grande patriarca Tiāntái fu Zhīlǐ (知禮, 960-1028) che respinse la tendenza cittamātra di una corrente considerata eterodossa dalla scuola, i shānwài (山外, giapponese senge, i "fuori della montagna" ovvero i fuori dal monastero Tiāntái, corrente fondata dal monaco Wùēn, 晤恩, (?-986).
Zhīlǐ sostenne che la frase dell'Avataṃsakasūtra (華嚴經, pinyin Huāyánjīng, giapponese Kegon kyō, Sutra della ghirlanda fiorita di Buddha, importante sutra Mahāyāna, conservato nello Huāyánbù): «Non c'è differenza fra la mente, i Buddha e gli esseri senzienti», andava interpretata nel senso che ciascuna di queste tre realtà doveva essere considerata la creatrice delle altre due e viceversa. Questa interpretazione rifiutava dunque l'asserzione cittamātra che la mente fosse la sola fonte del reale e che potesse generare, o manifestarsi, come Buddha o esseri senzienti a seconda se fosse stata consapevole o offuscata.
Zhīlǐ sostenne che questa asserzione non era una vera identità in quanto alla fin fine la mente possedeva almeno una qualità che alle altre due realtà (Buddha e esseri senzienti) mancava: essere creatrice e non creata. Dal punto di vista di Zhīlǐ, invece, ciascuna delle tre realtà (mente, Buddha e esseri senzienti) è creatrice, ciascuna di queste è creata e nessuna è più fondamentale delle altre due.
Inoltre Zhīlǐ sostenne che l'obiettivo della pratica meditativa (止觀, zhǐguān) dovesse concentrarsi sull'analisi dei processi ingannatori della mente e non la mera contemplazione della vacuità. La mente risvegliata per Zhīlǐ è una mente che grazie alla Triplice verità penetra i processi di generazione del Reale di cui essa stessa fa parte e non una mente che si fonde con l'assoluto e che rischia di fondersi di fatto con un trascendente autogenerato. Zhīlǐ ribadì anche la dottrina riguardante il ruolo del male all'interno della natura buddhica. Il male (惡, è, giapponese o) per Zhīlǐ non può essere semplicemente eliminato, negato, con la pratica spirituale, ma esso deve essere compreso nella sua essenza e nella sua vera natura alla luce della Triplice verità. In questo senso la dottrina Tiāntái si discosta dagli altri insegnamenti buddisti, anche Mahāyāna, che assegnavano all'ignoranza (sanscrito avidyā, cinese 無明 wú míng, giapponese mumyō) la responsabilità della sofferenza e del male.
Il male, l'ignoranza e la sofferenza compartecipano, per la scuola Tiantai, alla stessa natura buddhica e non ne sono affatto la negazione e quindi non vanno rigettati 'tout court' ma compresi nel loro meccanismo di genesi e di compartecipazione alla realtà.

## La presenza delmalenella realtà e nella natura di Buddha nel dibattito contemporaneo su Zhīlǐ (知禮)
Le opere della scuola Tiāntái non sono ancora state tutte tradotte nelle lingue occidentali. La loro progressiva traduzione, e la pubblicazione di studi al riguardo, ha provocato vivaci dibattiti internazionali. In particolar modo il lavoro di Brook Ziporyn Evil and/or/as the Good: Intersubjectivity and Value Paradox in Tiantai Buddhist Thought, pubblicato nel 2000 dalla Harvard University Press, ha provocato numerosissimi articoli in riviste specializzate di filosofia e di religioni comparate in tutto il mondo .
Il motivo del dibattito è riassumibile nello scritto lasciato da Zhīlǐ prima di morire in cui viene letteralmente riportato che: 
(Zhīlǐ (知禮) in T.D. 1937, 46.900.b.29)
Le domande poste nel dibattito sono sostanzialmente due. La prima riguarda la coerenza tra la dottrina di Zhīlǐ con quella del primo Tiāntái insegnata da Zhìyǐ, la seconda riguarda cosa effettivamente implichino questi insegnamenti di Zhīlǐ per l'uomo e per il mondo dei suoi valori. Di certo il tema, in ambito del buddismo Mahāyāna, è più antico di quanto non sembri. Un accenno lo si riscontra nel Laṅkāvatārasūtra (Il Sutra della discesa a Lanka, 楞伽經 Lèngqiéjīng, giapponese Ryōgakyō, è conservato nel Jīngjíbù), sutra di derivazione cittamātra propugnato anche dalle prime scuola del buddismo Chán, dove viene riportato:
(Laṅkāvatārasūtra 6, LXXXII)
Inoltre la dottrina di Zhìyǐ richiama costantemente la compresenza, in tutti i mondi possibili, dalle forme infernali ai Buddha, di tutti i mondi possibili. Tuttavia alcuni studiosi contemporanei  indicano in Guàndǐng, discepolo di Zhìyǐ, colui che ha introdotto il tema della compresenza e della necessità del male deviando di fatto dalla dottrina del maestro che su un piano di interpretazione etica era maggiormente coerente con il buddismo tradizionale. Ma il tema, controverso, non è ancora stato chiarito.
Per quanto concerne invece l'argomento del secondo quesito, ovvero cosa implichi la dottrina religiosa della compresenza e necessità del bene-male, va ricordato che analogo tema, in ambito religioso, religioso-comparato, morale e psicologico, fu affrontato anche da Carl Gustav Jung durante la conferenza, tenutasi a Stoccarda nel 1959 e poi successivamente pubblicata, dal titolo: Gut und Bose in der analytischen Psychologie..
Il lavoro di Jung, tuttavia, focalizzandosi sul valore trasformativo-spirituale di alcuni insegnamenti religiosi, non entrando dunque nelle implicazioni filosofiche del rapporto tra il bene e il male come fa invece il dibattito contemporaneo su Zhīlǐ, raggiunge una maggiore coerenza con gli scopi di questi insegnamenti anche nel caso delle dottrine Tiantai. Ciò premesso, se esaminiamo alla luce della Triplice verità la dottrina sul "male" formulata da Zhīlǐ potremo darne una lettura più coerente. Dal punto di vista della Vacuità (o della Verità assoluta) il "male" non esiste. La Vacuità infatti non rende conto dell'individualità. Essa è e basta, si manifesta per quello che è: nascita, morte, vita, positivo, negativo, etc., tutto manifesta senza privilegiare uno rispetto all'altro. Dal punto di vista della "Realtà" e "Verità convenzionale", il "male" esiste. Esiste perché la soggettività, l'individualità dell'essere senziente lo percepisce, lo giudica, lo fugge. Perché l'essere distinto nasce, vive, soffre e muore, sogna e desidera, è frustrato nei suoi desideri, impaurito dal dolore, addolorato dall'ingiustizia. La pratica dello zhǐguān (止觀, giapponese shikan: calmarsi e guardare, discernere), com´è insegnata dalla scuola "Tiāntái", è finalizzata a rendere conto di ambedue le "Verità" (assoluta e convenzionale), a leggerne una con lo sguardo dell'altra e tramite questo guardare, a individuare una modalità concreta di esistenza che renda conto di ambedue. L'assolutezza e la finitezza del mondo ma anche il "grido" dell'individuo al suo cospetto. Questa pratica consentirebbe, secondo la dottrina Tiantai, di realizzare la "Verità di mezzo" o "Verità ultima".
La dottrina buddista Tiāntái si distingue quindi nettamente da quella del buddismo Hīnayāna (o buddismo dei Nikāya), dove il "male" è frutto (e colpa) dell'ignoranza (sanscrito: avidyā) dell'uomo e solo se questi apporta dei correttivi (per mezzo dell'Ottuplice sentiero, sanscrito: mārgasatya) che gli consentano la fuga dal luogo di dolore e dagli attaccamenti (saṃsāra) raggiungendo il nirvāna, sarà possibile la sua sconfitta definitiva.

Ma si distingue anche dalle altre scuole buddiste Mahāyāna che considerano il "male" causato dalla mancata percezione della Verità assoluta (paramārtha-satya), e dal conseguente permanere nella Verità convenzionale (saṃvṛti-satya). Tale errata percezione, secondo queste scuole Mahāyāna, può essere sanata esclusivamente dall'ingresso, mediante l'assorbimento meditativo (sanscrito: samādhi) che causa la scomparsa delle nozioni di "soggetto-oggetto", nella Verità assoluta, luogo che come abbiamo visto non consente la presenza del "male". Tutto ciò a scapito dell'individualità, della soggettività, vista, in questo ambito, come negativa percezione 'egoica'.
La dottrina Tiāntái sul ruolo e il significato della presenza del "male" nel mondo segna quindi uno sviluppo rispetto alle dottrine Hīnayāna e del Mahāyāna tradizionale (Mādhyamika e Cittamātra), le quali avevano già rigettato, su questa problematica le soluzioni "trascendentali" di alcune dottrine cosiddette induiste. Tali dottrine, come peraltro le religioni abramitiche, avevano infatti di volta in volta proiettato il "male" e la sua causa all'interno di un essere trascendente inferiore (i demoni) affidando la risposta al problema del "dolore" nella speranza di un dio che potesse sanare la presenza sofferente del mondo fenomenico fornendo, magari dopo la morte, la felicità e le risposte complete agli interrogativi esistenziali.

## Il lignaggio (戒脈) della scuola Tiāntái (天台宗)
Esistono, tradizionalmente, due linee di lignaggio di questa scuola.
La prima, fa riferimento al Fù fǎzàng yīnyuán zhuàn (付法藏因緣傳, giapponese Fuhōzōin'enden, Trasmissione del tesoro del Dharma, T.D. 2058.50) che vuole Huìwén (慧文, V secolo), il primo patriarca (祖 zǔ) cinese, successore degli insegnamenti (dei sutra) del patriarca indiano Āryasiṃha.
La seconda invece vuole Huìwén erede degli insegnamenti relativi alla pratica meditativa dello zhǐguān (止觀) per tramite del Dà zhìdù lùn (大智度論, giapponese Dai chido ron, Mahāprajñāpāramitā-śāstra, T.D. 1509.25.57c-756b) un commentario dei Mahā-prajñāpāramitāsūtra tradotto in cinese da Kumārajīva (350-413) e attribuito a Nāgârjuna (II secolo). Questa seconda linea di lignaggio parte quindi direttamente da Nāgârjuna includendolo nel conteggio come primo patriarca e considerando, subito dopo, come secondo patriarca Huìwén. Di seguito, in questa sede, si è preferito invece conteggiare i patriarchi del Tiāntái partendo dal loro primo esponente cinese.
- Dal Fù fǎzàng yīnyuán zhuàn: Buddha Śākyamuni 1. Mahākāśyapa 2. Ānanda 3. Śaṇakavāsa 4. Upagupta 5. Dhṛṭaka 6. Miccaka 7. Buddhanandin 8. Buddhamitra 9. Pārśva 10. Puṇyayaśas 11. Aśvaghoṣa 12. Kapimala 13. Nāgārjuna 14. Kāṇadeva 15. Rāhulata 16. Saṅghanandin 17. Gayāśata 18. Kumārata 19. Jayata 20. Vasubandhu 21. Manorhita 22. Haklenayasas 23. Āryasiṃha 24. Huìwén 25. Huìsī 26. Zhìyǐ
- Il lignaggio cinese: Nāgārjuna 1. Huìwén (慧文, V secolo) 2. Huìsī (慧思, 515-577) 3. Zhìyǐ (智顗, 538-597) 4. Guàndǐng (灌頂, 561-632) 5. Zhìwēi (智威?-680) 6. Huìwēi (慧威, 634-713) 7. Xuánlǎng (左溪, 673-754) 8. Zhànrán (湛然, 711-782) 9. Dàòsuì (道邃, n.d.) 10. Zhixing Guangxiu 11. Zhiding Wuwai 12. Miaoshuo Yuanxiu 13. Gaolun Qingsong 14. Jingguang Xiji 15. Yìtōng (義通, 927-988) 16. Zhīlǐ (知禮, 960-1028)